# 阿當·米拿
阿當·愛德華·米拿（英語：Adam Edward Miller，1982年2月19日—），簡稱阿當·米拿（英語：Adam Miller），出生在海默爾亨普斯德，是一名帶有愛爾蘭血統的已退役英格蘭足球員，司職中場。米拿的足球生涯在葉士域治開始，然而他卻並未能打進一隊陣容，其後他輾轉效力過數個業餘球會後加盟昆士柏流浪並於2004年12月在英格蘭足球聯賽首次亮相。隨後，米拿轉投布洛治，但在2007年他跟隨當時布洛治的領隊馬克·史汀生轉投基寧咸，直到2010年約滿後轉投議會全國聯賽球會劍橋聯。米拿曾代表英格蘭C隊出戰在溫布萊球場舉行的足總錦標決賽。

## 早年生活
米拿雖然生於海默爾亨普斯德，但卻在高車士打長大。截至2004年他的家人仍然居住在高車士打。米拿就讀於鎮內的斯坦威學校。米拿在他17歲時便加盟葉士域治成為了學徒球員。大約在同一時間，米拿被北愛爾蘭U18所徵召。由於米拿的外公在北愛爾蘭出生，所以米拿有資格代表北愛爾蘭出賽。

## 生涯
2000年8月，由於米拿並未能打進葉士域治一隊，所以米拿獲會方准許前往修安聯試訓，米拿曾在這隊埃塞克斯郡球會的預備組賽事中上陣，雖然這次賽事為米拿贏得領隊向其提供職業合約，但由於時任領隊阿倫·列托恰好在此時被解僱，最終提供合約一事不了了之。2000年10月，米拿被葉士域治所放棄，轉為加盟業餘球會，伊斯米安聯賽的球隊根衛島。2000/01球季，米拿上陣了36場並協助球隊打進了足總錦標決賽，然而米拿雖然在對格林森林流浪的決賽中名列後備名單上，但卻並沒有上陣。隨後的一季，米拿成為球隊中的關鍵球員，該季球會以第二名完成賽季，而米拿則合共上陣了48場。
米拿代表根衛島上陣了最後兩場賽事後，於2002年8月，米拿以交換球員方式加盟格雷斯，格雷斯球員傑夫·明頓則轉投根衛島。2002/03球季，雖然米拿上陣了26場並攻入了6球，但有批評者指出，他已明顯地失去了狀態。在賽季結束後，球會讓米拿自由轉會。2003年9月，米拿加盟格拉維森及諾思弗利特（Gravesend & Northfleet），但是在一個月後他便轉投艾迪索特鎮，期間他只上陣了四場。2003/04球季，米拿在艾迪索特鎮的表現為他贏得《非聯賽報》（The Non-League Paper）「年度最佳年青球員」的獎項，他並且在2004年2月被英格蘭C隊所徵召，然而這卻是他唯一一次在半職業國家隊中上陣。  
2004年11月，米拿在預備組賽事中遇上了童年時他追捧的球隊昆士柏流浪。時任昆士柏流浪領隊伊恩·荷路威接獲球探對米拿表現正面的報告後，再經過親身觀察，計劃將其簽入。雖然確實的轉會費並沒有公佈，不過米拿的轉會費卻打破了艾迪索特鎮出售球員身價的最高紀錄。2004年12月4日，米拿在英格蘭足球聯賽對諾定咸森林的賽事中處子上陣，並在餘下的賽季上陣了超過一半的賽事。2005年9月，米拿在季初僅上陣了一場，並獲外借至彼德堡三個月，然而在一個月後便被球會召回，但是他未能再次在球會中起到重要作用。2006年1月，米拿曾在牛津聯短期試訓，但最終加盟全國聯球隊布洛治並且與會方簽訂了18個月的合約 。
米拿在球會成為了關鍵球員，並且是2007年英格蘭足總錦標決賽的正選陣容的其中一員，這場是新溫布萊球場落成後的首場具競爭性比賽，最終布洛治擊敗京達米士特而奪得錦標。
2007年11月，原布洛治領隊馬克·史汀生被任命為基寧咸領隊，並迅速借用了米拿和其隊友約翰·紐達。2007年11月24日，米拿代表這個肯特郡球隊在對哈特普爾的賽事中首次亮相，最終以2-1擊敗對手。2008年1月，米拿與基寧咸簽署正式合約直至2010年。2007/08球季，基寧咸護級失敗而需要降級至英乙作賽後，米拿獲確認為球隊的關鍵球員，而且受到了領隊馬克·史汀生點名讚揚，說道：「如果我們有8個球員像阿當·米拿一樣，我們就不會在這個位置（指英乙），但是如果我們只有1個或兩個便會。」2007/08球季，米拿獲得超過15次比賽最佳球員。隨後的一季，米拿仍然是球隊的常規球員。由於隊長巴利·富拿缺陣的關係，米拿更擔任起代隊長，但是傷患令他在賽季末期缺陣，亦令他錯過了升班附加賽，不過球會最後亦得以升班。
2009/10年球季米拿失去正選席位，2009年11月10日獲外借到英乙爭取升班份子杜根咸，為期1個月，但馬克·史汀生澄清不會讓米拿永久離隊。在首個外借期間，米拿出席全部6場比賽，獲延長借用到2010年1月。借用期滿後米拿未獲杜根咸提供長約，歸隊後馬克·史汀生表示考慮買斷其餘下合約讓球隊可以收購合用球員。
米拿在下半季回復正選席位，更為基寧咸射入3個重要入球，包括賽和米爾頓凱恩斯和及擊敗，協助球隊成功保級。但季後領隊馬克·史汀生被辭退，季後約滿的米拿被新任主帥安迪·希辛赫拿（Andy Hessenthaler）放棄。2010年6月23日米拿加盟議會全國聯賽球會劍橋聯，簽約三年。

## 榮譽
- 足總錦標：2001、2007

## 外部連結
- （英文）Adam Miller player profile
- （英文）足球数据库：阿當·米拿的球员统计数据